# Seisan
Seisan (jap. セーサン, 十三, 十三手 oder 十三歩 Jūsan-ho; chin. 十三式 shísān shì, deutsch ‚dreizehn Formen‘; alternativ 半月 hangetsu, deutsch ‚Halbmond‘) ist eine Kata des Karate.  Sie wird u. a. im Gōjū-Ryū geübt. Im Shōtōkan ist sie bekannt als Hangetsu.

## Name
Die ursprüngliche Bedeutung von Seisan ist dreizehn Formen. Die Bezeichnung wurde vermutlich vom chinesischen Ausdruck shísān shi – 十三式 – Ursprung vom „Stil der 18 Arhats“, japanisch 十八羅漢拳 Jūhachi-rakan-ken – abgeleitet. Er steht für die im Buch der Wandlungen (I Ging) erwähnten 13 Energien. Weiterhin bezieht sich der Name auf die in Seisan enthaltenen acht defensiven und fünf offensiven Techniken mit Bewegungswechseln.

## Inhalt
Seisan beinhaltet viele kontrastierende Techniken, zum Beispiel schnelle und runde zu geraden Bewegungen oder schnelle, explosive zu langsamen, wuchtigen Bewegungen. Die schnellen und langsamen Techniken werden beide mit minimaler Körperbewegung ausgeführt, um die Kraftballung in den Punkt der Kraftabgabe zu konzentrieren. Die Kata eignet auch sich für Frauen die ein Kind auf dem Rücken tragen. Wie in Seiyunchin und Shisōchin werden auch hier Nahkampftechniken angewendet. Traditionelle Gōjū-Ryū-Techniken beinhalten sehr oft Greif- und Kontrolltechniken auf einen Angreifer, um verwundbare Körperteile zu treffen.